# Celrom
Celrom Drobeta Turnu Severin este o companie producătoare de hârtie, carton ondulat și ambalaje din hârtie și carton din România.
Acționarul majoritar al companiei este AVAS, care deține 51% din acțiuni, urmat de Asociația Angajaților, cu 39% și SIF Banat-Crișana, cu 10%.
În iunie 2009, compania a intrat în insolvență.
În primele șase luni din anul 2002, compania a obținut venituri totale de 10 milioane euro.
Număr de angajați:
- 2009: 640[6]
- 2008: 800[7]
- 2005: 875[8]

Cifra de afaceri:
- 2009: 3,5 milioane de lei (830.000 euro)[8]
- 2005: 65,6 milioane de lei[8]